# Moenkhausia heikoi
Moenkhausia heikoi är en fiskart som beskrevs av Jacques Géry och Axel Zarske 2004. Moenkhausia heikoi ingår i släktet Moenkhausia och familjen Characidae. Inga underarter finns listade i Catalogue of Life.